# Liste d'élections nationales en 2025
Chronologie des élections nationales
- 2021
- 2022
- 2023
- 2024
- 2025
- 2026
- 2027
- 2028
- 2029

Cette liste recense les élections nationales organisées durant l'année 2025. Elle inclut les élections parlementaires et présidentielles dans les États souverains, ainsi que les référendums.
Les scrutins infra-nationaux sont répertoriés dans la liste d'élections infranationales en 2025.

Carte du monde indiquant les pays organisant des élections ou des référendums nationaux :
Présidentielle
Législatives
Présidentielle et législatives

## Par mois

### Janvier
| Date       | Pays        | Élections      | Contexte | Résultats |
| ---------- | ----------- | -------------- | --- | --- |
| 9 janvier  | Liban       | Présidentielle | Suffrage indirect | Joseph Aoun (indépendant) est élu président après 2 ans de vacance présidentielle. |
| 12 janvier | Comores     | Législatives   | 1er tour. | La Convention pour le renouveau des Comores (centre-gauche), parti du président Azali Assoumani, remporte une large majorité absolue des sièges dès le 1er tour avec 31 sièges sur 33, dans un scrutin boycotté par l'opposition et entaché de graves irrégularités.                                                                                 |
| 12 janvier | Croatie     | Présidentielle | 2e tour | Le président Zoran Milanović (officiellement indépendant mais de fait le candidat du Parti social-démocrate de Croatie : centre-gauche, troisième voie) est réélu avec 74,7 % des voix face à Dragan Primorac (Union démocratique croate : droite national-conservatrice).                                                                           |
| 16 janvier | Vanuatu     | Législatives   | | Parlement sans majorité. Le Parti des dirigeants (attrape-tout) y obtient la majorité relative, avec moins d'un cinquième des sièges. Son chef, Jotham Napat, devient Premier ministre, formant un gouvernement de coalition de cinq partis, dont le parti Mouvement de réunification pour le changement du Premier ministre sortant Charlot Salwai. |
| 25 janvier | Grèce       | Présidentielle | Scrutin indirect | Konstantínos Tasoúlas est élu au quatrième tour à 67,5% des voix. |
| 26 janvier | Biélorussie | Présidentielle | La Biélorussie n'est généralement pas considérée comme une démocratie. Aucune candidature d'opposition n'est autorisée. | Alexandre Loukachenko (indépendant) est déclaré réélu pour un septième mandat avec 86,8 % des voix, face à quatre candidats de figuration, affiliés au gouvernement. |

### Février
| Date       | Pays          | Élections                      | Contexte | Résultats |
| ---------- | ------------- | ------------------------------ | --- | --- |
| 9 février  | Équateur      | Présidentielle et législatives | 1er tour de la présidentielle et tour unique des législatives. | Parlement sans majorité. À égalité, le Mouvement de la révolution citoyenne (gauche radicale) et l'Action démocratique nationale (droite conservatrice et néo-libérale) disposent chacun d'un peu moins de la moitié des sièges à l'Assemblée nationale, le Pachakutik (gauche indigéniste et éco-socialiste) et le Parti social-chrétien (droite conservatrice et néo-libérale) ayant l'essentiel des sièges restants. |
| 9 février  | Kosovo        | Législatives                   | | Parlement sans majorité. La coalition menée par le parti Autodétermination (gauche populiste) du Premier ministre Albin Kurti recule mais conserve la majorité relative des sièges. |
| 9 février  | Liechtenstein | Législatives                   | | Parlement sans majorité. L'Union patriotique (VU, centre-droit chrétien conservateur) y conserve la majorité relative des sièges. Brigitte Haas devient la première femme chef de gouvernement du pays, après la reconduction de la coalition entre la VU et le Parti progressiste des citoyens (droite conservatrice). |
| 9 février  | Suisse        | Référendum                     | Un projet soumis à la votation. | L'objet de l'initiative populaire est largement rejeté par la population et tous les cantons. |
| 15 février | Abkhazie      | Présidentielle                 | 1er tour Élection anticipée | Le président par intérim Badra Gounba (indépendant pro-russe) arrive en tête du 1er tour avec 47,8 % des voix. Il affronte Adgour Ardzinba (en) (Mouvement populaire pour le changement) arrivé en deuxième place avec 38,0 %, dans un second tour le 1er mars. |
| 15 février | Togo          | Sénatoriales                   | Premières élections sénatoriales de l'histoire du pays. Élections au suffrage indirect.                                                                                                | Dans un scrutin boycotté par une partie de l'opposition, le parti du président Faure Gnassingbé, l'Union pour la République (droite nationale conservatrice), remporte la quasi-totalité des sièges à pourvoir. |
| 23 février | Allemagne     | Législatives                   | Élections anticipées à la suite de la rupture de la coalition d'Olaf Scholz en novembre 2024.                                                                                          | Parlement sans majorité. L'alliance CDU/CSU (droite conservatrice chrétienne-démocrate et libérale en économie) remporte la majorité relative avec un tiers des sièges. Le parti Alternative pour l'Allemagne (extrême-droite national-conservatrice, populiste, complotiste, libérale en économie) est deuxième, devançant le Parti social-démocrate (centre-gauche social-libéral, progressiste, troisième voie) du chancelier sortant. La président de la CDU Friedrich Merz devient chancelier fédéral à la tête d'une « grande coalition ». |
| 25 février | Tchad         | Sénatoriales                   | Dernières élections de la transition du pays, après la mort de l'ancien président Idriss Deby. Premières élections sénatoriales de l'histoire du pays. Élections au suffrage indirect. | Sans surprise, le Mouvement patriotique du salut du président Mahamat Idriss Déby (parti attrape-tout nationaliste) remporte la quasi intégralité des sièges. |

### Mars
| Date     | Pays                        | Élections      | Contexte | Résultats |
| -------- | --------------------------- | -------------- | --- | --- |
| 1er mars | Abkhazie                    | Présidentielle | 2d tour. Élection anticipée en raison de la démission d'Aslan Bjania, suivant un accord avec les manifestants (en) ayant envahi le palais présidentiel en novembre 2024. L'Abkhazie est un des territoires géorgiens occupés par la Russie, et que la Russie prétend reconnaître comme un État souverain. | Badra Gounba (sans étiquette, pro-russe et appuyé par le Kremlin) est élu avec 54,7 % des voix face à Adgour Ardzinba (en) (Mouvement populaire).                                 |
| 2 mars   | Tadjikistan                 | Législatives   | Le Tadjikistan est considéré par Freedom House comme l'un des États les moins démocratiques au monde. Les médias et les opposants politiques sont réprimés, les élections sont entachées de fraudes, et « la corruption est endémique », enrichissant la famille du président Emomali Rahmon.             | Le Parti démocrate populaire (étatiste, laïc, autoritaire) conserve sa majorité écrasante des sièges.                                                                             |
| 4 mars   | États fédérés de Micronésie | Législatives   | Il n'existe pas de partis politiques : Tous les candidats se présentent sans étiquette. | Presque tous les députés sortants sont réélus. |
| 9 mars   | Algérie                     | Sénatoriales   | Scrutin indirect et nominations. Renouvellement de la moitié du Conseil de la nation. | En très net baisse, le Front de libération nationale (centre-gauche social-libéral) demeure le premier parti à la chambre haute.                                                  |
| 12 mars  | Belize                      | Législatives   | | Le Parti uni du peuple (centriste, christianisme social-démocrate) conserve sa large majorité absolue des sièges. Johnny Briceño demeure Premier ministre, pour un second mandat. |

### Avril
| Date     | Pays              | Élections                  | Contexte | Résultats |
| -------- | ----------------- | -------------------------- | --- | --- |
| 12 avril | Gabon             | Présidentielle             | L'élection fait suite au coup d'État de 2023 et à l'introduction d'une nouvelle Constitution.               | Brice Oligui Nguema (sans étiquette), chef de la junte, est élu avec 90,4 % des voix face aux sept autres candidats. |
| 13 avril | Équateur          | Présidentielle             | 2d tour | Le président Daniel Noboa (Action démocratique nationale : droite conservatrice, libérale en économie) est réélu avec 55,9 % des voix face à Luisa González (Mouvement de la révolution citoyenne : gauche socialiste et progressiste). |
| 25 avril | Îles Marshall     | Référendum constitutionnel | Les citoyens sont appelés à se prononcer, séparément, sur sept propositions d'amendements constitutionnels. | Six des sept amendements à la Constitution sont approuvés à la majorité qualifiée de deux tiers des suffrages exprimés malgré un taux de participation très bas.                                                                        |
| 28 avril | Canada            | Législatives               | Élections anticipées à la suite de la nomination du nouveau Premier ministre, Mark Carney.                  | Parlement sans majorité. Le Parti libéral (centre à centre-gauche, social-libéral, progressiste, troisième voie) accroît sa majorité relative des sièges, frôlant la majorité absolue. Mark Carney demeure Premier ministre.            |
| 28 avril | Trinité-et-Tobago | Législatives               | | Alternance. Le Congrès national uni (centre-gauche chrétien-démocrate, troisième voie) remporte une majorité absolue des sièges. Kamla Persad-Bissessar devient Première ministre.                                                      |

### Mai
| Date        | Pays        | Élections                    | Contexte | Résultats |
| ----------- | ----------- | ---------------------------- | --- | --- |
| 3 mai       | Australie   | Législatives et sénatoriales | | Le Parti travailliste (centre-gauche progressiste, troisième voie) accroît sa majorité absolue des sièges à la Chambre des représentants. Anthony Albanese demeure Premier ministre. Le Sénat demeure une chambre sans majorité, mais le Parti travailliste y remporte une majorité relative des sièges. |
| 3 mai       | Singapour   | Législatives                 | | Le Parti d'action populaire (centre-droit conservateur, libéral en économie), au pouvoir depuis 1959, conserve sa majorité absolue avec plus des deux tiers des sièges. Lawrence Wong demeure Premier ministre.                                                                                          |
| 3 mai       | Togo        | Présidentielle               | Scrutin indirect.                                                                                               | Jean-Lucien Savi de Tové est élu à l'unanimité du collège électoral. |
| 7 et 8 mai  | Vatican     | Conclave                     | Élection du nouveau pape après la mort de François.                                                             | Le cardinal américano-péruvien Robert Francis Prevost est élu et choisit le nom de Léon XIV à l'issue du 4e scrutin. |
| 11 mai      | Albanie     | Législatives                 | | Le Parti socialiste (centre gauche, social-démocrate) du Premier ministre Edi Rama l'emporte pour la quatrième fois consécutive et obtient une nouvelle majorité absolue. |
| 12 mai      | Philippines | Législatives et sénatoriales | | Parlement sans majorité. Le Lakas - Démocrates chrétiens musulmans (centre-droit conservateur), soutien du président Bongbong Marcos, remporte une majorité relative des sièges, très nettement devant les autres partis.                                                                                |
| 18 mai      | Pologne     | Présidentielle               | 1er tour. | - |
| 18 mai      | Portugal    | Législatives                 | Élections anticipées.                                                                                           | Parlement sans majorité. La Coalition PSD/CDS (droite libéral-conservatrice) du gouvernement sortant accroît sa majorité relative des sièges. |
| 4 et 18 mai | Roumanie    | Présidentielle               | Nouveau scrutin après l'annulation de l'élection présidentielle roumaine de 2024 par la Cour constitutionnelle. | Nicușor Dan (sans étiquette, centre-droit libéral pro-européen) est élu au second tour avec 53,6 % des voix face à George Simion (Alliance pour l'unité des Roumains : extrême-droite national-conservatrice, populiste et néo-libérale, pro-russe).                                                     |
| 25 mai      | Suriname    | Législatives                 | | Parlement sans majorité. Le Parti national démocrate (centre-gauche) obtient une courte majorité relative des sièges, tandis que le Parti de la réforme progressiste du président de la république Chan Santokhi (centre-gauche) perd sa majorité relative.                                              |
| 25 mai      | Venezuela   | Législatives                 | Le scrutin se déroule durant la crise du Venezuela, et les principaux partis d'opposition appellent au boycott. | Avec un taux de participation de seulement 42,7 %, le Parti socialiste unifié (gauche chaviste, autoritaire) conserve sa très large majorité des sièges. |

### Juin
| Date     | Pays         | Élections      | Contexte | Résultats |
| -------- | ------------ | -------------- | --- | --- |
| 1er juin | Pologne      | Présidentielle | 2d tour. Le président sortant Andrzej Duda (Droit et justice : droite à extrême-droite national-conservatrice, illibérale, eurosceptique et populiste) n'est pas éligible pour un nouveau mandat.                                                                                | Karol Nawrocki (Droit et justice) est élu avec 50,9 % des voix face à Rafał Trzaskowski (Coalition civique : attrape-tout, démocratie libérale pro-européenne).                                           |
| 3 juin   | Corée du Sud | Présidentielle | Anticipée, à la suite de la tentative d'auto-coup d'État du président Yoon Suk-yeol (parti Pouvoir au peuple : droite conservatrice, libérale en économie) puis de sa destitution.                                                                                               | Alternance. Lee Jae-myung (Parti démocrate : centriste, libéralisme conservateur) est élu avec 49,4 % des voix face aux quatre autres candidats dont notamment Kim Moon-soo (Pouvoir au peuple ; 41,2 %). |
| 5 juin   | Burundi      | Législatives   | Human Rights Watch dénonce « du harcèlement, des passages à tabac, mais aussi des arrestations arbitraires, des disparitions forcées, des meurtres » à l'encontre des membres de l'opposition, et un gouvernement qui ne tolère aucune opposition réelle.                        | Le CNDD-FDD (attrape-tout, parti à dominante hutu), au pouvoir, remporte la totalité des sièges. |
| 8-9 juin | Italie       | Référendum     | Référendums d'initiative populaire. Cinq objets sont soumis au vote, visant à abroger des lois considérés comme portant atteinte aux droits des employés, et à faciliter le droit à la naturalisation. Le gouvernement Meloni s'y oppose et appelle les citoyens à ne pas voter. | Les propositions sont toutes largement approuvées, mais avec un taux de participation de seulement 30,6 %, ce qui rend les résultats non-valides.                                                         |

### Juillet
| Date       | Pays     | Élections      | Contexte                                                                              | Résultats |
| ---------- | -------- | -------------- | ------------------------------------------------------------------------------------- | --- |
| 6 juillet  | Suriname | Présidentielle | Scrutin indirect.                                                                     | Jennifer Geerlings-Simons (Parti national démocratique, nationaliste centre-gauche) est élue en l'absence d'opposants devenant la première femme présidente du pays.                                    |
| 20 juillet | Japon    | Sénatoriales   | Renouvellement par moitié. Cette chambre haute est élue au suffrage universel direct. | Chambre sans majorité. La coalition au pouvoir du Parti libéral-démocrate (droite national-conservatrice et néolibérale) et du Kōmeitō (centre-droit conservateur) perd sa majorité absolue des sièges. |
| 25 juillet | Burundi  | Sénatoriales   | Scrutin indirect.                                                                     | Le CNDD-FDD (attrape-tout, parti à dominante hutu), au pouvoir, remporte la totalité des sièges à pourvoir.                                                                                             |

### Août
| Date     | Pays    | Élections                      | Contexte                                                                                         | Résultats |
| -------- | ------- | ------------------------------ | ------------------------------------------------------------------------------------------------ | --------- |
| 4-5 août | Égypte  | Sénatoriales                   |                                                                                                  |           |
| 17 août  | Bolivie | Présidentielle et législatives |                                                                                                  |           |
| 23 août  | Taïwan  | Référendum                     | Porte sur le démantèlement du deuxième réacteur de la centrale nucléaire de Ma'anshan.           |           |
| 29 août  | Samoa   | Législatives                   | Élections anticipées, le Parlement ayant rejeté le budget présenté par le gouvernement Mata'afa. |           |

### Septembre
| Date          | Pays       | Élections                      | Contexte | Résultats |
| ------------- | ---------- | ------------------------------ | --- | --------- |
| 1er septembre | Guyana     | Présidentielle et législatives | |           |
| 3 septembre   | Jamaïque   | Législatives                   | |           |
| 8 septembre   | Norvège    | Législatives                   | |           |
| 16 septembre  | Malawi     | Présidentielle et législatives | |           |
| 21 septembre  | Guinée     | Référendum constitutionnel     | Porte sur l'adoption d'une nouvelle Constitution. Elle fait suite au coup d'État de 2021. La Constitution voulue par la junte conserve un régime présidentiel avec un pouvoir exécutif fort en la personne du président. |           |
| 27 septembre  | Seychelles | Présidentielle et législatives | |           |
| 28 septembre  | Moldavie   | Législatives                   | Le scrutin est la cible d'une campagne de désinformation menée par la Russie. |           |

### Octobre
| Date        | Pays          | Élections                    | Contexte | Résultats |
| ----------- | ------------- | ---------------------------- | --- | --------- |
| 3-4 octobre | Tchéquie      | Législatives                 | |           |
| 12 octobre  | Cameroun      | Présidentielle               | Le Cameroun n'est généralement pas considéré comme une démocratie. Âgé de 92 ans et président depuis 43 ans, Paul Biya se maintient au pouvoir en réprimant l'opposition et les médias et en faisant falsifier les résultats des élections.                                                                            |           |
| 19 octobre  | Bolivie       | Présidentielle               | Second tour. |           |
| 25 octobre  | Côte d'Ivoire | Présidentielle               | |           |
| 26 octobre  | Argentine     | Législatives et sénatoriales | |           |
| octobre     | Irlande       | Présidentielle               | L'Irlande est une république parlementaire ; le Premier ministre dirige l'exécutif, tandis que le président a un rôle essentiellement symbolique. Le président sortant Michael D. Higgins (Parti travailliste : centre-gauche) n'est pas rééligible, la Constitution limitant à deux le nombre de mandats consécutifs. |           |
| octobre     | Nauru         | Législatives                 | |           |
| 29 octobre  | Pays-Bas      | Législatives                 | Élections anticipées à la suite de la démission du parti d'extrême droite du Parti pour la liberté au sein de la coalition gouvernementale. |           |

### Novembre
| Date        | Pays                            | Élections                      | Contexte                          | Résultats |
| ----------- | ------------------------------- | ------------------------------ | --------------------------------- | --------- |
| 11 novembre | Irak                            | Législatives                   |                                   |           |
| 23 novembre | Guinée-Bissau                   | Présidentielle et législatives | Anticipées pour les législatives. |           |
| 30 novembre | Honduras                        | Présidentielle et législatives |                                   |           |
| novembre    | Chili                           | Présidentielle et législatives |                                   |           |
| novembre    | Tonga                           | Législatives                   |                                   |           |
| novembre    | Saint-Vincent-et-les-Grenadines | Législatives                   |                                   |           |

### Décembre
| Date        | Pays                      | Élections                      | Contexte                                                                    | Résultats |
| ----------- | ------------------------- | ------------------------------ | --------------------------------------------------------------------------- | --------- |
| décembre    | Guinée                    | Législatives et Présidentielle |                                                                             |           |
| 27 décembre | Côte d'Ivoire             | Législatives                   |                                                                             |           |
| 28 décembre | Birmanie                  | Législatives                   | Dictature militaire suite au coup d'Etat de 2021 et guerre civile en cours. |           |
| 28 décembre | République centrafricaine | Législatives et Présidentielle |                                                                             |           |

## Date incertaine
| Date     | Pays          | Élections    | Contexte | Résultats |
| -------- | ------------- | ------------ | --- | --------- |
|          | Corée du Nord | Législatives | La Corée du Nord est un État totalitaire. Les autorités présentent un seul candidat par circonscription, et voter en faveur de ce candidat est, de fait, obligatoire. |           |
| fin août | Syrie         | Législatives | Scrutin indirect. Premières élections depuis la chute du régime précédent.                                                                                            |           |
|          | Égypte        | Législatives | |           |

## Tenue incertaine
| Date | Pays      | Élections                                                                | Contexte                                                                                | Résultats |
| ---- | --------- | ------------------------------------------------------------------------ | --------------------------------------------------------------------------------------- | --------- |
|      | Palestine | Présidentielle                                                           | État non reconnu par une partie de la communauté internationale. Guerre en cours.       |           |
|      | Palestine | Législatives                                                             | État non reconnu par une partie de la communauté internationale. Guerre en cours.       |           |
|      | Haïti     | Législatives, sénatoriales, présidentielle et référendum constitutionnel | Prévues initialement pour le 26 septembre 2021 puis au 7 novembre 2021.                 |           |
|      | Libye     | Présidentielle                                                           | Prévue depuis 2014, elle ne peut avoir lieu en raison de la guerre civile en cours.     |           |
|      | Libye     | Législatives                                                             | Prévues depuis 2014, elle ne peuvent avoir lieu en raison de la guerre civile en cours. |           |
|      | Libye     | Référendum constitutionnel                                               | Porte sur l'adoption d'une nouvelle Constitution.                                       |           |
|      | Mali      | Présidentielle                                                           | Reportée depuis février 2022.                                                           |           |
|      | Mali      | Législatives                                                             | Reportées depuis février 2022.                                                          |           |
|      | Ukraine   | Présidentielle et législatives                                           | Reportées en raison de l'invasion russe.                                                |           |